# Herman Mielants
Herman Mielants (Antwerpen, 2 juni 1945) is een Belgisch arts, academicus en auteur van publicaties over reumatologie met een specialisatie in spondyloartritis.

## Biografie
Mielants groeide op in Antwerpen in een gezin van onderwijzers, waaronder zijn vader Jan Mielants die inspecteur fysica was en boeken schreef over fysica en astronomie. Geïntrigeerd door de exacte wetenschappen studeerde Herman Mielants van 1962 tot 1969 aan de Universiteit Gent. Hij nam actief deel aan het studentenprotest van mei '68 maar verlangde zich niet te associëren aan een bepaalde partij of vakbond. Afgestudeerd in 1969 als dokter in de geneeskunde, weigerde hij zich ook te verbinden aan het artsensyndicaat dat hij later afschilderde als “een corporatistische organisatie die eerder denkt aan het vrijwaren van de (financiële) belangen van zijn leden dan aan het verdedigen en vrijwaren van een kwaliteitsvolle geneeskunde met vooral respect en aandacht voor de patiënt”.

## Academische loopbaan en erkenning
Werkzaam in verschillende ziekenhuizen (het Universitair Ziekenhuis Gent, Sint-Camillus en tot aan zijn 65 jaar in Sint-Augustinus te Antwerpen), specialiseerde hij zich sinds 1974 in de reumatologie waar hij aan de Universiteit van Gent deze afdeling mee oprichtte. In 1981 kreeg hij de Pfizer Award voor immuunregulatie in reumatoïde artritis en in 1988 behaalde hij een doctoraat over spondylitis ankylosans. In 1991 werd hij aangesteld als geassocieerd hoogleraar aan de Universiteit Gent. Voor zijn navolgend wetenschappelijk onderzoek kreeg hij de Sidmar Award, toegekend door de Koninklijke Academie van Geneeskunde (1995) voor de ontdekking van de relatie tussen darm en gewrichtsontsteking bij spondylartropathieën en in 1999 werd hij gepromoveerd tot gewoon hoogleraar Reumatologie aan de UGent. Daar was hij jarenlang titularis voor het onderwijs reumatologie in 2e en 4e master geneeskunde alsook mede-lesgever voor de cursus Reumatologie voor kinesitherapeuten. Van 2002-2006 was hij aangesteld als Voorzitter van de Koninklijke Belgische Vereniging voor Reumatologie. In 2007 werd hij door de Gentse studenten verkozen als de beste docent van de gehele faculteit geneeskunde. In 2010 werd hem het Emeritaat toegekend en in 2013 was hij Master van het Amerikaans Congres van Reumatologie. Tijdens het Belgisch Reumatologie Congres van september 2021 werd hij gehonoreerd als reumatoloog van het jaar. Prof. Mielants ontving bij deze prijs enkele persoonlijke geschenken alsook een cheque van € 2000 die hij schonk aan Amnesty International.

## Publicaties
Mielants is auteur en co-auteur van honderden wetenschappelijke publicaties en stelde ook verschillende boeken samen waaronder:
- Spondyloarthropathies : involvement of the gut : proceedings of the 1. Conference on Spondyloarthropathies: Ghent, 10-13 september 1986, Universiteit van Amsterdam en Excerpta Medica, 1987.
- Ankylosing spondylitis and reactive arthritis : pathogenic aspects and therapeutic consequences, met E. Veys, Omega Editions, Gent, 1988.

## Familie
Mielants is de broer van de Vlaamse wiskundige Prof. Dr. Wim Mielants (UGent) en een kleinzoon van de pedagoog Florent Mielants sr. Hij heeft een zoon en een dochter uit zijn eerste huwelijk.
- International Standard Name Identifier: 0000 0003 8560 0269
- Library of Congress Control Number: n87894525
- Nederlandse Thesaurus van Auteursnamen: 072755555
- Système universitaire de documentation: 238375862
- Virtual International Authority File: 196450960
- WorldCat: E39PBJkMKwXvtvm4jBtpVfxFKd